# Wu-Tang Clan
Wu-Tang Clan es un grupo estadounidense de rap originario de Staten Island, Nueva York. 
El grupo está formado por nueve MC's (después de la muerte de Ol' Dirty Bastard en 2004, Cappadonna ingresó oficialmente al grupo). Todos sus miembros han lanzado álbumes solistas, y el grupo ha producido diferentes grupos y solistas. Este era el plan desde el principio del grupo: convertirse en un imperio y tomar la comunidad hiphop con la saturación de buenos artistas.
El estilo del grupo ha evolucionado con el paso del tiempo y los proyectos solistas de los miembros han diferido en sonido y contenido, pero el grupo es generalmente conocido por la dureza, beats surrealistas y letras agresivas cargadas de metáforas, referencias a la vida en el Staten Island o a la lucha del vivir de la calle, la vida callejera de Nueva York e insinuaciones al folclor chino y a películas de artes marciales. 
Además, sus letras hacen múltiples referencias espirituales al kung fu, al islam, al israelismo negro (la creencia de que los israelitas bíblicos eran negros) y sobre todo a la Nación de los Dioses y las Tierras, una organización espiritual afroestadounidense a la que el grupo está afiliado, que sostiene que el hombre negro "originario" es Dios (Allah, por arm leg leg arm head, el cuerpo físico) y la mujer negra es la Tierra, y mediante los poderes esotéricos de los Dioses y las Tierras los jóvenes negros pueden hacerse dueños de su destino.

## Miembros
- RZA (Robert Diggs, 1969) - El de facto líder del grupo. Produjo el Enter the Wu-Tang al completo y la mayoría de las canciones de los siguientes álbumes. También se ha encargado de producir muchos de los trabajos de los miembros del grupo en solitario, sobre todo en sus primeros años. Considerado un pionero de la producción,  su popularidad le ha permitido aparecer en varias películas como Ghost Dog: The Way of the Samurai de Jim Jarmusch y Kill Bill de Quentin Tarantino. Es primo de GZA y Ol' Dirty Bastard. También produjo la banda sonora de la serie de animación Afro Samurai, realizada por los estudios GONZO y producida por Samuel L. Jackson.

- GZA a.k.a. The Genius (Gary Grice, 1966) - Es el miembro más viejo del grupo así como el más experimentado, comenzando a rapear en 1976, cuando el rap era todavía un fenómeno local en Nueva York. Grabó un álbum en 1990, antes de que Wu-Tang se formara, bajo Cold Chillin'/Reprise, titulado Words from the Genius, aunque no tuvo mucho éxito. Su álbum en solitario Liquid Swords es considerado por muchos fanes como uno de los mejores trabajos publicados por el grupo. Es primo de RZA.

- Ol' Dirty Bastard (Russell Jones, 1968 - 2004) - El miembro más único del grupo debido a su salvaje comportamiento, que llamaba la atención tanto a los medios de comunicación como a la policía. Junto con Method Man, era de los miembros más populares de Wu-Tang Clan, teniendo mucho éxito de ventas en solitario y apareciendo en canciones con artistas de la importancia de Mariah Carey. Murió el 13 de noviembre de 2004 a causa de una mezcla letal de calmantes y cocaína en el estudio mientras grababa su álbum, que sería lanzado por Roc-a-Fella Records. Es primo de RZA.

- Method Man (Clifford Smith, 1971) - El primero en grabar un álbum en solitario, su carrera se convirtió en la más destacada del grupo con ventas de platino y un Grammy por "I'll Be There For You/You're All I Need" con Mary J. Blige. También ha tenido una notable carrera como actor tanto en cine como en televisión, aunque especialmente destacaba en las películas de comedia como How High y el programa Method & Red, con Redman, con el que grabó en 1999 el álbum Blackout! y "Blackout 2!" en 2009. Protagonizó a Melvin "Cheese" Wagstaff en la serie The Wire.

- Raekwon (Corey Woods, 1970) - Conocido como "The Chef" por tener 'sabor lírico', su empleo de jerga es el más extenso. Su álbum debut en solitario Only Built 4 Cuban Linx es acreditado como el pionero del fenómeno Mafia-rap de mediados de los 90. Este clásico es considerado por muchos fanes como uno de los mejores álbumes en solitario de un miembro de Wu-Tang, junto con Liquid Swords e Ironman.

- Ghostface Killah (Dennis Coles, 1970) - En un principio nunca aparecía en público sin una máscara, que más tarde se quitó y se aseguró un lugar en la historia del rap apareciendo en la mayoría de las canciones del Only Built 4 Cuban Linx de Raekwon, su gran amigo. Su debut en solitario, Ironman, está considerado como uno de los mejores álbumes de Wu-Tang. Con el tiempo, formó una sólida carrera en solitario, destacándose por encima de los demás miembros.

- Inspectah Deck (Jason Hunter, 1970) - Fue uno de los miembros estrella del grupo, ganando reconocimiento colaborando en canciones de otros artistas. Fue un popular rapero en cuanto a apariciones en temas, como en el éxito del álbum (Uncontrolled Substance) en el tema Trouble Man, este álbum se trataba en 1997 y 1998, y está considerado por muchos fanes como el miembro más destacado por su estilo de Streetrap y Funk también como uno de los mejores del Wu-Tang Clan.

- U-God (Lamont Hawkins, 1970) - Uno de los miembros más infravalorados de Wu-Tang, por lo que no ha tenido una carrera en solitario muy exitosa. Posteriormente culpó de ello a RZA, con el que tuvo varias disputas, aunque más adelante se reconciliaron.

- Masta Killa (Elgin Turner, 1969) - Fue el único miembro que en el momento de la formación del grupo no estaba experimentado en cuanto al rap se refiere. GZA fue su mentor en sus primeros días en Wu-Tang Clan. Fue el último en lanzar un álbum en solitario, No Said Date, generalmente bien recibido por los críticos.

## Fundación
Los fundadores del Wu-Tang Clan fueron los primos GZA, Ol' Dirty Bastard, y The RZA quienes habían previamente constituido el trío "Force Of The Imperial Master", el cual fue más conocido como "All In Together Now" después de que publicasen un sencillo con ese nombre. El grupo había ganado la atención de la industria musical, incluyendo a Biz Markie, pero nunca habían procurado asegurarse un trato con una discográfica. Desde que se separaron, GZA (antes conocido como "the Genius") y The RZA (antes conocido como "Prince Rakeem") también se habían embarcado en separadas, y fallidas, carreras como solo con Cold Chillin Records y Tommy Boy Records respectivamente. La frustración de los tres primos con los trabajos de la industria del hip hop proveería al futuro Wu-Tang la principal inspiración para el plan de negocios revolucionario que se le ocurriría a RZA al principio de los años 90: este plan incluía no seguir los procedimientos habituales de los grupos de rap de la época, ser underground y no ceder a la comercialidad, y musicalmente abandonar en gran parte las típicas fuentes de sampleos de funk para tener un sonido claustrofóbico y místico sin preocuparse de pasar en la radio; aparte de esto, RZA fue el primero en traer las influencias de la cultura asiática y de las artes marciales dentro del grupo; y, junto con GZA, también ha introducido el concepto del ajedrez en la filosofía del grupo, está siendo una mezcla única de Hip-Hop, cultura asiática y fascinación por el ajedrez. Todo dado la iluminación brindada por las antiguas películas de artes marciales que RZA y amigos veían en su casa, tales como "Shaolin Vs Wu-Tang" y "36 cámaras del Shaolin". Tras elaborar este plan, en 1992 RZA prometió a los miembros del grupo que si le dejaban tomar el control total (creativo y administrativo) del grupo, en un espacio de 5 años el Wu Tang Clan dominaría todo el panorama hip hop internacional. 5 años después, en 1997, este plan sucedió como estaba planteado con la salida de Wu Tang Forever, tras esto RZA dejó más control creativo a los demás miembros del grupo.

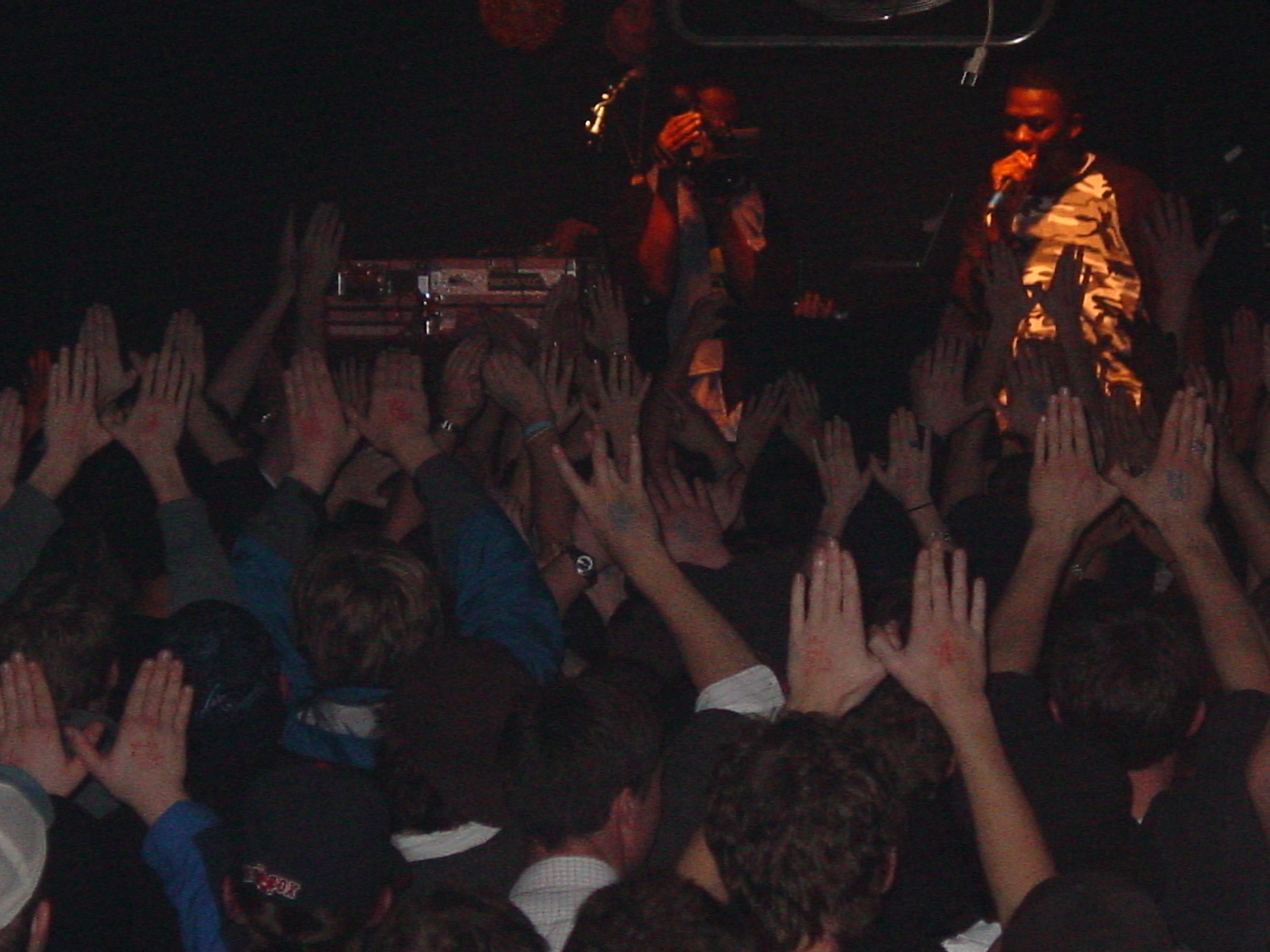
GZA en concierto.

El Wu-Tang Clan se fue gradualmente juntando a finales de 1992 por amigos y cómplices de alrededor de la Staten Island, con The RZA como el líder de facto y productor del grupo, ya que era el único de ellos que poseía máquinas para hacer beats. Los dos primos (GZA y RZA) crearon su nuevo seudónimo imitando el sonido que las palabras "genius" y "rakeem" harían cuando se las raspara en una turntable. El nombre del grupo en sí proviene de un estilo de arte marcial chino aplicado a la espada originalmente llamado Wudangquan; RZA y Ol' Dirty Bastard adoptaron el nombre para el grupo luego de ver la película de kung-fu "Shaolin Vs Wu-Tang" dirigida por Gordon Liu en 1981, que presenta una escuela de guerreros entrenados con un estilo Wu-Tang (algunos de los diálogos extraídos del film fueron usados en su álbum debut). El grupo había desarrollado varios backronyms (retro-acrónimos, o falsas etimologías) para su nombre (como los pioneros KRS One y Big Daddy Kane habían hecho con sus nombres), incluyendo "We Usually Take All Niggas' Garments", "Witty Unpredictable Talent And Natural Game" y "Wisdom, Universe, Truth, Allah, Nation, and God". Este último refleja las enseñanzas de la Nación de los Dioses y las Tierras (Nation of Gods and Earths), también llamada la Nación de Alá del 5% (Allah 5 Percent Nation) o simplemente Nación del 5% (Five-Percent Nation), una secta racial que surgió como una rama que se separó de la Nación del Islam, la organización revolucionaria de musulmanes negros de EE. UU. a la que perteneció el activista Malcolm X. El ahora conocido logo del grupo fue diseñado por un viejo socio y artista grafiti, Mathematics, quien seguiría hasta convertirse en uno de los DJ del grupo (otros serían DJ Skane y The 4th Disciple) y uno de sus productores más buscados.
El Clan fue conocido por los fanes del hip hop y por las principales discográficas en 1993 siguiendo el lanzamiento del sencillo independiente "Protect Ya Neck", que le dio inmediatamente al grupo un gran seguimiento underground. Aunque hubo cierta dificultad en encontrar una discográfica que permitiera firmar al Wu-Tang Clan mientras dejara a cada miembro grabar sus álbumes como solistas con otras discográficas, Loud/RCA finalmente accedió y el álbum debut Enter the Wu-Tang: 36 Chambers a finales de 1993 fue popular y aclamado por las críticas, aunque tomó un tiempo que ganase impetú. Aunque el hip hop había tenido ya antes una textura un poco forzosa, la agresión surreal y la producción minimalista de 36 Chambers tuvo un enorme impacto en el género, y fue masivamente influyente en toda la década siguiente, llegando a inventar un estilo nuevo de hip-hop: el rap hardcore. A principios del siglo XXI, el álbum ha sido frecuentemente elegido en las listas de mejores álbumes de los noventa, y a veces incluso entre los mejores del Rap de todos los tiempos.
El éxito de Enter the Wu-Tang: 36 Chambers estableció al grupo como una fuerza creativa e influyente a comienzos de 1990s, permitiendo a GZA, The RZA, Raekwon, Method Man, y al Ol' Dirty Bastard para negociar contratos como solistas.

## Carreras solistas

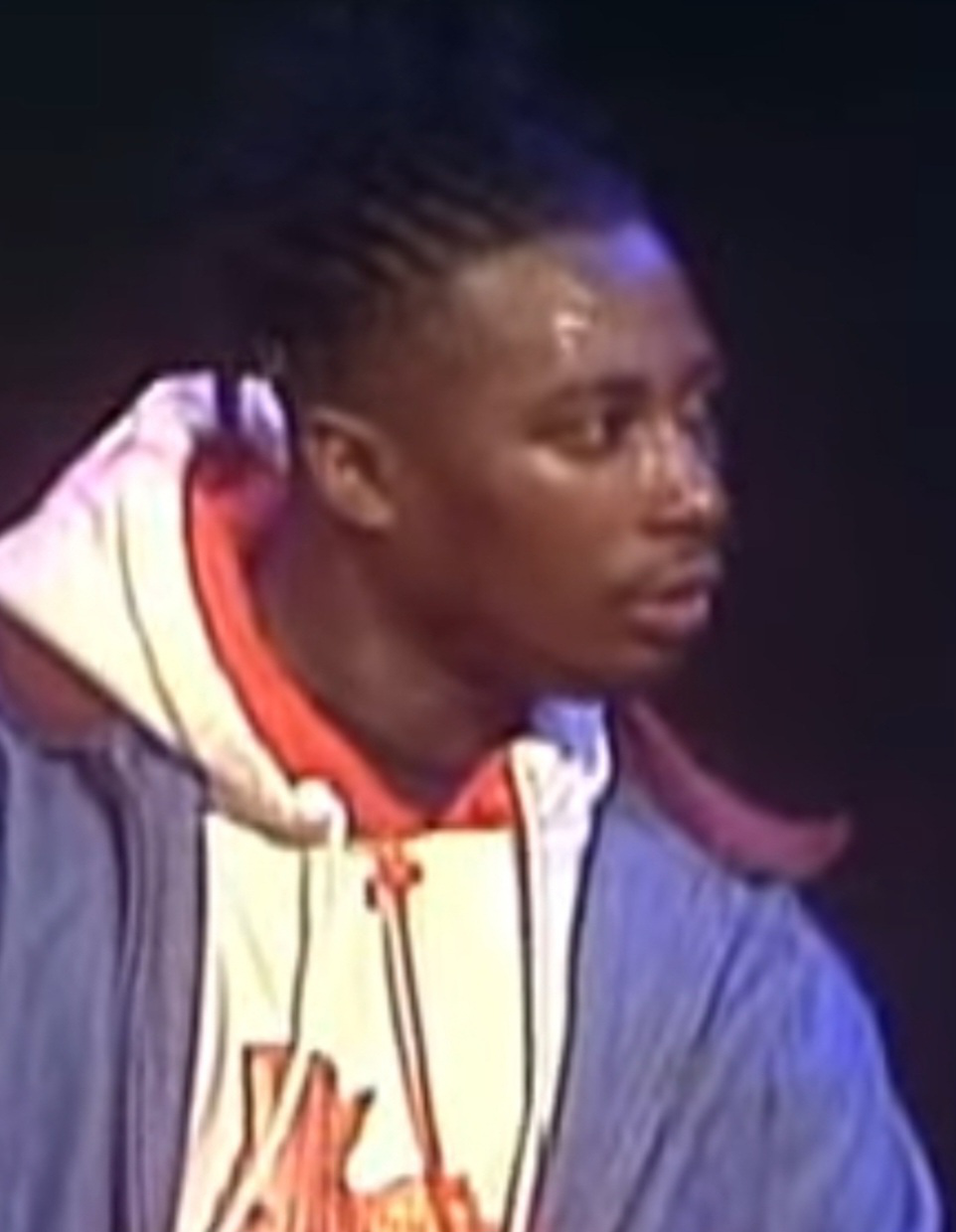
Ol' Dirty Bastard actuando en MTV

The RZA fue el primero en seguir con el éxito de "36 Chambers" con un proyecto paralelo, fundando Gravediggaz con Prince Paul (el productor de De La Soul), Frukwan (de Stetsasonic) y Poetic (de the Brothers Grimm). Gravediggaz lanzaron "6 Feet Deep" en agosto de 1994, en el trabajo más famoso en emerger del pequeño subgénero del hip hop llamado horrorcore.
En noviembre de 1994, Method Man lanza su álbum como solista llamado Tical. Fue enteramente producido por The RZA, quién en gran parte continuó con sus texturas sucias, y a menudo misteriosas que exploró en 36 Chambers. Fue notoria la participación de The RZA en Tical; ya sea en su merecida creación de los beats, como creando los conceptos de las canciones y su estructura. Este acercamiento continuaría a través de la primera generación de los proyectos como solistas de los miembros del Clan. Ol' Dirty Bastard encontró el éxito a comienzos de 1995 con Return to the 36 Chambers: The Dirty Version, en el cual se vio que el sonido de 36 Chambers se convierte aún más crudo y áspero y con una intencionada mezcla en donde la pista vocal ahogaba los densos beats.
A finales de 1995 se vio el lanzamiento de uno de los proyectos solistas más significativos y mejor recibidos de un miembro del Clan. Only Built 4 Cuban Linx de Raekwon the Chef fue un diverso y extravagante álbum que vio The RZA moverse fuera de los beats crudos de los primeros álbumes, hacia un sonido rico y cinemático más confiado en las cuerdas y de los clásicos sampleados de soul. También participa el MC de Queensbridge, Nas en la canción "Verbal Intercourse", el primer artista en aparecer en un álbum del Wu-Tang sin ser del mismo. Liquid Swords de GZA tuvo un foco similar en la criminología de las ciudades comparándolo con Only Built 4 Cuban Linx, aunque era mucho más oscuro, ambos en las letras y el tono vocal algo más serio y siniestro de GZA. Los dos álbumes solistas de 1995 permanecieron extensamente en la mira como dos de los más finos álbumes del Hip-Hop de los años 90.
Ghostface Killah lanzó su propio debut, Ironman, en 1996. Marcó un balance entre la textura siniestra del teclado de Liquid Swords y los sampleados sentimentales de soul de Cuban Linx, mientras que Ghostface Killah exploró nuevos territorios como lírico. Fue críticamente aclamado y sigue siendo ampliamente considerado como uno de los mejores álbumes solistas de un miembro del Clan. Aunque los álbumes de 1994-1996 fueron lanzados como álbumes solistas, la presencia de The RZA detrás del escenario y el gran número de invitados provenientes del Clan (el álbum de Raekwon y Ghostface solo tuvieron dos o tres canciones solistas, ambos y cada uno de ellos incluían temas que solo aparecían miembros del Clan y no ellos mismos) quiere decir que son usualmente considerados tan importantes para la evolución del grupo como para el propietario del álbum.
Con las carreras solistas establecidas, el Wu-Tang Clan volvió junto para lanzar el enorme álbum doble "Wu-Tang Forever" en junio de 1997. Fue tempranamente anticipado y entró a los ránquines como el número uno después de vender 600,000 copias en su primera semana; aunque eso no es una hazaña para un álbum que hizo un pequeño esfuerzo en hacer una gran apariencia comercial, y el cual tuvo un "posse cut" de nueve MC's sin coros como su tema principal, "Triumph". El sonido del álbum se basó principalmente en los sonidos de los tres álbumes solistas anteriores, con The RZA aumentando el uso del teclado y los sampleados de cuerdas, y también como la primera vez en que se asigna a los protegidos de The RZA, True Master y 4th Disciple (conocidos como Wu-Elements). Las letras del grupo fueron considerablemente diferentes con aquellas del primer álbum, con muchos versos siendo corrientes de concientización narrativas pesadamente influenciadas por las enseñanzas del Five Percent Nation. Sin embargo, el soporte del tour en vivo del álbum fue cancelado a medio terminar a través de rumores que decían que el grupo tenía disputas internas.
"Wu-Tang Forever" también marcó el fin del "plan de cinco años" de The RZA.

## Expansión
Inmediatamente después de Forever, el foco del Wu-Tang estaba en promocionar los artistas afiliados emergientes más que los miembros del Clan. El artista más cercano del Clan, Cappadonna, el cual apareció por primera vez en el debut solista de Raekwon y tuvo una gran presencia en Ironman y Wu-Tang Forever, siguió el proyecto del grupo con The Pillage, su primer álbum como solista, en marzo de 1998. Al poco tiempo, Killah Priest (como Cappadonna, un asociado muy cercano al Clan, aunque sin ser un miembro oficial) lanzó Heavy Mental, el cual tuvo grandes críticas positivas. Los grupos afiliados Sunz Of Man (el cual Killah Priest era miembro), Killarmy (el cual incluía el hermano menor de The RZA) y Deadly Venoms, grupo conformado por mujeres, de gran nivel a veces eran denominadas las Wu-tang del rap femenino, también lanzaron álbumes mientras un compilado, Wu-Tang Killa Bees: The Swarm, era lanzado mostrando estos y otros artistas afiliados al Wu tan bien como incluía nuevos temas solistas de los miembros del Clan.
En la segunda generación de álbumes solistas de los miembros del Clan se vieron más esfuerzos de los miembros que ya habían lanzado álbumes, tan bien como el resto de los miembros que no habían lanzado álbumes solistas, excepto Masta Killa (el cual debutó como solista en el 2004). En un receso de dos años, numerosos álbumes solistas fueron lanzados, siete de ellos entre junio de 1999 y enero del 2000, entre ellos: 
- Bobby Digital In Stereo de The RZA,
- Tical 2000: Judgement Day de Method Man, 
  - Blackout! (con Redman),
- Beneath the Surface de GZA,
- Nigga Please de Ol' Dirty Bastard,
- Golden Arms Redemption de U-God,
- Immobilarity de Raekwon,
- Supreme Clientele de Ghostface Killah y
- Uncontrolled Substance de Inspectah Deck

The RZA también compuso la banda sonora de la película Ghost Dog - The Way of the Samurai, dirigida por Jim Jarmusch.
Tan bien como fueron lanzados los álbumes de los nueve miembros del Clan y los afiliados más reconocidos, hubo una gran cantidad de lanzamientos principalmente de los afiliados más pobremente recibidos, con menos "ranking", como Popa Wu, Shyheim, GP Wu, y el Wu-Syndicate, y los segundos álbumes de Gravediggaz y Killarmy. También se lanzó un álbum con "Greatest Hits", una compilación con b-sides, una calificada empresa de ropa y juegos de video del Wu. La línea de ropa "Wu Wear" en particular fue masivamente influencial para la cultura hip hop; inicialmente empezó como simplemente un camino para hacer dinero de la demanda por contrabando de las remeras del Wu-Tang. Esto evolucinó a una extensa colección de ropa diseñada. Pronto, otros artistas de hip-hop fueron haciendo cosas similares y a mitades de 2000 una línea de ropa era por poco un requisito para una superestrella del hip-hop, con líneas de ropa lanzadas por Ludacris, Jay-Z, Puff Daddy, Busta Rhymes, Nelly y más.
Sin embargo, la avalancha de productos del Wu entre 1997 y 2000 es considerado por muchos críticos, por ejemplo, Stephen Thomas Erlewine de All Music Guide, el resultado de una sobresaturación que fue mayoritariamente responsable de la caída de popularidad del Wu-Tang en ese mismo período. Los reviews de diferentes diarios, como por ejemplo, la crítica del Melody Makeral álbum de Ghostface Killah, Supreme Clientele en enero del 2000, empezaba así: 
"Another month, another Wu-Tang side project"
Esto mostraba la actitud de la crítica a la sobreexposición del Clan. Sin importar el caso, la recepción de la segunda generación de álbumes solistas del Clan fue decididamente mezclado. Ocasionalmente los álbumes seguirían recibiendo la aclamación de las críticas, mientras que Method Man y ODB siguieron siendo populares como solistas, y el Wu-Tang siguió siendo conocido, pero parece que han perdido la habilidad de excitar la música mundial de la forma que lo hacían hace tres años. Muchos fanes y críticos también se lamentaron de la carencia de The RZA en los álbumes solistas post-Forever, el cual fue principalmente producido por los productores del Wu-Element, otros afiliados con "poco ranking" o por otros productores no afiliados al Clan, como Trackmasters o los Neptunes.
La fortuna del Wu-Tang tampoco fue buena para Ol' Dirty Bastard empezando una carrera larga con un comportamiento errático, apareciendo en los titulares y en la cárcel regularmente. En los Premios Grammy de 1998 protestó por la no concesión del galardón a Wu-Tang (en la terna de Mejor Álbum de Rap) e interrumpió el discurso de aceptación de Shawn Colvin, aunque con buenos modos. ODB también fue arrestado varias veces por una variedad de infracciones, incluyendo asalto, hacer tratos terroristas, robar en tiendas, usar chaleco antibalas después de ser condenado por un crimen, y posesión de cocaína. También estuvo en problemas por faltar a la corte. Los problemas de ODB continuarían hasta el siglo XXI.

## Actualidad
En el 2000, el grupo se reunió para hacer un nuevo álbum, sin Ol' Dirty Bastard el cual estaba encarcelado en California por violar los términos de su libertad condicional. Cuando estaba por terminar su rehabilitación, Ol' Dirty Bastard escapó de repente y estuvo un mes escapando como un fugitivo antes de aparecer en la fiesta de lanzamiento del nuevo álbum del Clan titulado The W. Ol' Dirty Bastard se las arregló para escapar del club, pero fue capturado por la policía de Filadelfia y enviado a Nueva York para encarar los cargos de posesión de cocaína. En abril del 2001, fue sentenciado de dos a cuatro años en prisión. The W fue mayoritariamente bien recibido por las críticas, particularmente por la producción de The RZA, y también le dio al Clan un hit llamado "Gravel Pit". El 2001 vio los lanzamientos de:
- Digital Bullet (el segundo álbum de The RZA con el alias de Bobby Digital), *Bulletproof Wallets de Ghostface Killah y
- The Yin and the Yang de Cappadonna.

El último álbum del grupo (como grupo) fue en el 2001, Iron Flag, hecho sin la participación de Ol' Dirty Bastard ya que este estaba encarcelado, y el cual recibió distintas críticas pero la mayoría positivas.
Después de que GZA lanzó Legend of the Liquid Sword a finales del 2002, los dos años siguientes mostraron muchos lanzamientos solistas, incluyendo:
- The Struggle de Cappadonna,
- Tical 0: The Prequel de Method Man,
- The Lex Diamond Story de Raekwon,
- The Pretty Toney Album de Ghostface Killah (el cual firmó con Def Jam Records, cambiando su pseudónimo a Ghostface,),
- The Movement de Inspectah Deck,
- No Said Date de Masta Killa
- Love, Hell & Right del productor del Wu-Element Mathematics.

## Discografía

### Álbumes
- 1993: Enter the Wu-Tang (36 Chambers) (Platino)
- 1997: Wu-Tang ForeverTrack Listings-Disc: 1""""Disc: 2
- 2000: The W (Platino)
- 2001: Iron Flag (Oro)
- 2007: 8 Diagrams
- 2014: A Better Tomorrow
- 2015: Once Upon a Time in Shaolin

### DVD
- 1990: Shaolin Fist Of Fury
- 1990: Snakefist Of A Buddhist D
- 2001: (Streetdate): Sleeping Fist (Org. Release 1978)
- 2001: (Streetdate): Shaolin King Boxer (Org. Release 19??)
- 2001: (Streetdate): Return of the Deadly Blade (Org. Release 1981)
- 2002: Old Skool Kung Fu
- 2002: (Streetdate): Fearless Master (Org. Release 2002)
- 2002: (Streetdate): Kung Fu of 8 Drunkards (Org. Release 2002)
- 2002: (Streetdate): They Call Me Phat Dragon (Org. Release 1979)
- 2003: 5 DVD Disc Set - Volumes 6-10 - Special Collectors Edition
- 2003: (Streetdate): Sandman (Org. Release 19??)
- 2004: Disciples Of The 36 Chambers: Chapter II, Live-Aufnahmen
- 2005: (Streetdate): 18 Fatal Strikes (Org. Release 1981)
- 2005: Kung Fu cara de panda II
- 2005: Wrath Of The Avengers
- 2005: (Streetdate): Fists of Legends 2: Iron Bodyguards (Org. Release 1996)
- 2005: (Streetdate): 5 Element Kung Fu (Org. Release 19??)